# Oscar Busch
Oscar Adolf Busch, född 5 januari 1844 i Avesta, död 9 november 1916 i Stockholm, var en svensk militär och författare.

## Biografi
Föräldrar var bergmästaren J. A. W. Busch och Anna Norman. Busch blev underlöjtnant vid Fortifikationen 1870, löjtnant 1871, kapten 1876. Han var adjutant vid Krigsskolan på Karlberg 1876–1881, major i Sveriges armé 1894 och i Fortifikationen 1895 samt erhöll avsked från bestämmelsen på stat 1896 och var under 1896-1910 direktör för Järnvägs AB Stockholm–Saltsjön, där han efterträdde Gustaf Oscar Wallenberg). 
Busch invaldes som ledamot av Lantbruksakademien 1891 och av Krigsvetenskapsakademien 1894. Han blev ledamot av byggnadsnämnden i Stockholms stad 1898.
Utöver några skrifter i bland annat militära ämnen skrev Busch en mängd alster om spiritism, teosofi och reinkarnation, delvis under pseudonymerna Emanuel, Ænor och Engelbrekt Modin. Han hävdade att flera av dessa skrevs under medvetet inflytande av en "död mans ande" eller "avkroppsligad intelligens" och att han med egna ord återgav dennes tankar.

### Skönlitteratur
- Genom dolda verldar : svenskt original / af Emanuel. Stockholm: F. & G. Beijers Bokf.-aktb. 1888. Libris 1622277
- Kongl. Trängbataljonens kasernetablissement vid Marieberg. Kasernbyggnader, Nyare, i Sverige ; 7[:1]. [Stockholm]. 1888. Libris 2985842
- En amulett och andra taflor ur lifvet i dialogform. Stockholm: Ekman. 1906. Libris 1612406
- Sådd och skörd. 1-3. Stockholm: Ekman. 1906-1907. Libris 2985843 - Utgiven anonymt.
- Landet hinsides : skildringar från astralvärlden / af Ænor. Stockholm: Litteraturförl. 1910. Libris 1611256
- Lustarnas vådeld : en biografi i fyra livsskeden. Stockholm: Litteraturförl. 1912. Libris 1632068
- Nemesis : (upp ur förnedring). [Nordiska förlagets tio-öres-serie] ; [37]. Stockholm: Nord. förl. 1912. Libris 1632069
- De stora undren : brev till min dotterdotter. Stockholm: Nordiska förlaget. 1913. Libris 1632066
- Huru mänskoöden tvinnas : tusenåriga minnen från fyra jordeliv. Stockholm: Litteraturförl. 1914. Libris 17492126. http://urn.kb.se/resolve?urn=urn:nbn:se:kb:eod-1632067
- Lifvets mening : tre berättelser. Stockholm: Litteraturförlaget. 1916. Libris 1650306
- Människor i blixtbelysning. Stockholm: Litteraturförlaget. 1916. Libris 1650307
- Femtonhundra år af min tillvaro : en serie af jordelif. Stockholm: Litteraturförl. 1918. Libris 1650304
- Färden. Stockholm: Fosforos. 1933. Libris 1352432

### Varia
- Handbok för fältartilleriet : kapitel 14, fältarbeten. Stockholm: Norstedt. 1877. Libris 2140631
- Om fästningar och fästningskrig : jemte kort öfversigt af fästningsbyggnadskonstens utveckling enligt fordringarna för officerexamen. Stockholm: Norstedt. 1880. Libris 10760623
- Flyttbara trähus från Ekmans snickerifabrik i Stockholm af arkitekten F.Lindskogs konstruktion. Stockholm. 1887. Libris 18315925. http://urn.kb.se/resolve?urn=urn:nbn:se:kb:eod-2583700
- Hvad vill spiritismen? : en kort redogörelse för dess fenomen och etik / af Emanuel. Stockholm: F. & G. Beijers Bokf.-aktb. 1889. Libris 1622278
- Entreprenadboken : en ledning vid uppgörande af entreprenadkontrakt, beskrifn :r och kostnadsförslag till husbyggnader. Stockholm: A. V. Carlsons Bokf.-aktb. 1891. Libris 1621765
- Ströftåg i världsrymden : några stjärnstudier den mognare ungdomen tillägnade. P. A. Norstedt & söners ungdomsböcker, 99-1861059-X ; 13. Stockholm: Norstedt. 1893. Libris 1627161
- Om slumpen / af Emanuel. Stockholm. 1896. Libris 2583703
- Hvadan och hvarthän? : lifsfrågor. Stockholm: Geber. 1904. Libris 1719148
- Huru samhällsfrågorna löstes på planeten Mars för 2000 år sedan : en studie / af Engelbrekt Modin. Stockholm: Eos. 1909. Libris 1616107
- Tro och bekännelse : utkast till en världsåskådning : föredrag. Stockholm: Eos. 1909. Libris 1612407
- Lidandets mysterium, dess orsak och ändamål. Stockholm: Litteraturförlaget. 1911
- En ljusare livstro : tre föredrag. Stockholm: Litteraturförlaget. 1916. Libris 1650302
- Fanatiker och martyr : minnen från tvenne jordelif. Stockholm: Litteraturförlaget. 1918. Libris 1650303

### Redaktör
- Operabyggnaden i Stockholm : festskrift i anledning af dess invigning den 19 september 1898  / utgifven af Teaterbyggnadskonsortium ; [red. af O.A. Busch]. Stockholm: Generalstab :s litogr. anstalt. 1898. Libris 8222756